# Santa Elena Sur-Ángel Flores La Negra
Santa Elena Sur-Ángel Flores La Negra es un caserío peruano ubicado en el distrito de Supe, perteneciente a la provincia de Barranca del departamento de Lima, en la costa central del Perú. 

## Ubicación
Santa Elena Sur-Ángel Flores La Negra se ubica al suroeste de la provincia de Barranca, en el distrito de Supe, en el departamento de Lima.

## Demografía
En 2017 Santa Elena Sur-Ángel Flores La Negra tenía una población de 272 habitantes.